# Phrynosoma solare
Phrynosoma solare là một loài thằn lằn trong họ Phrynosomatidae. Loài này được Gray mô tả khoa học đầu tiên năm 1845.

## Hình ảnh

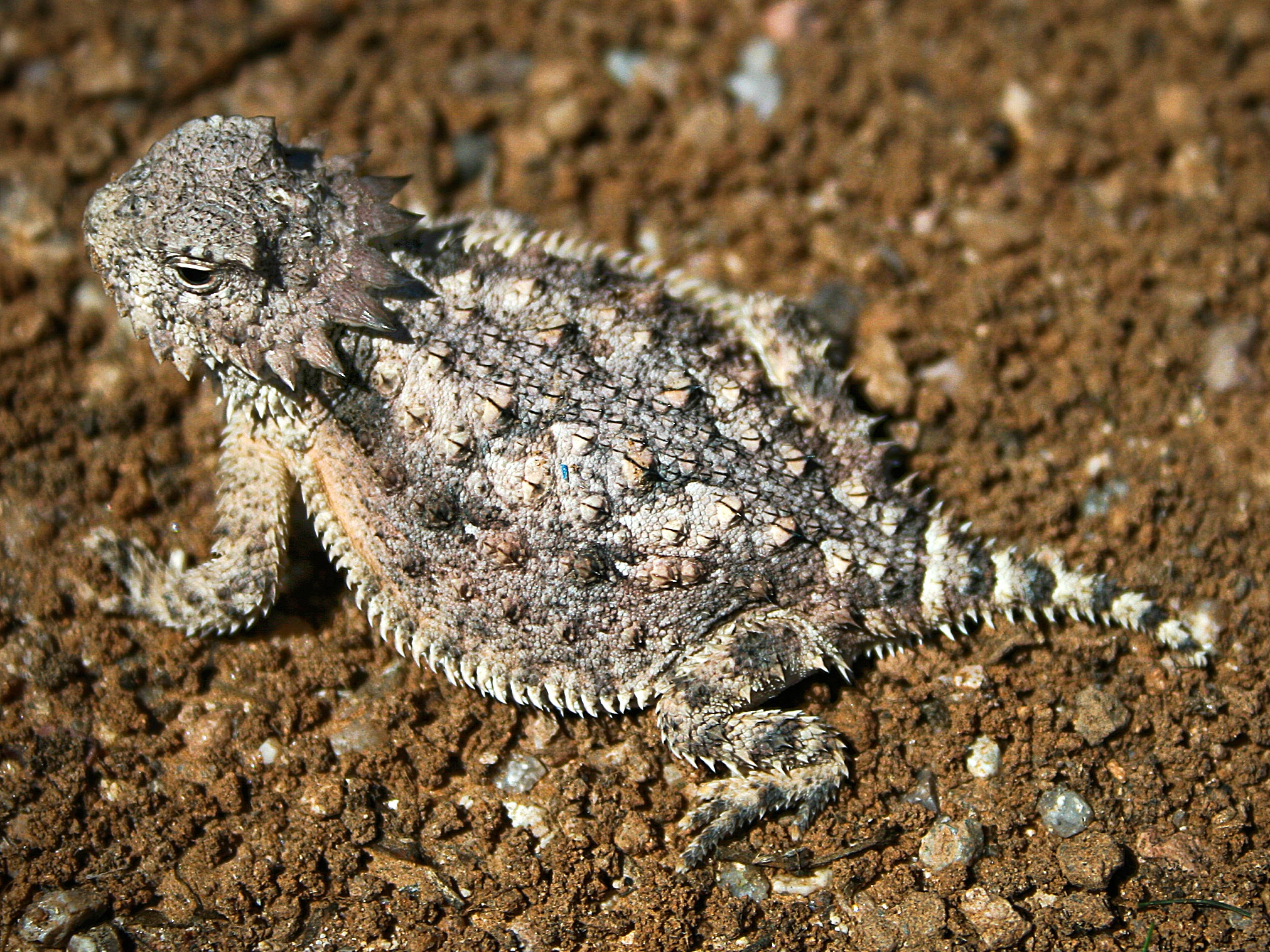
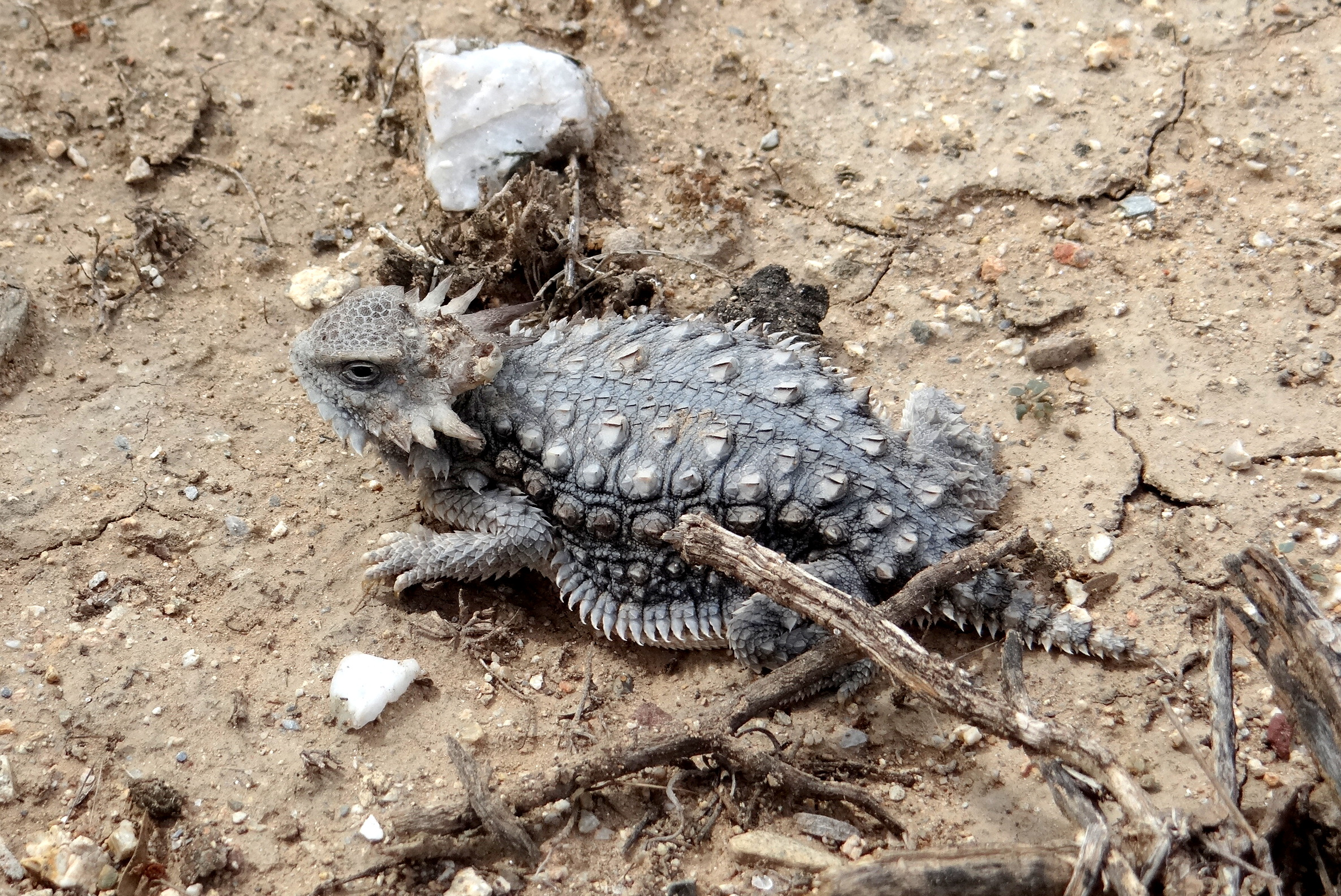